# Freud, pasión secreta
Freud, pasión secreta (en inglés, Freud o Freud: The Secret Passion) es una película de 1962 dirigida por John Huston y protagonizada por Montgomery Clift.
Este filme nos habla de los primeros esfuerzos de Sigmund Freud para que aceptaran sus teorías. Montgomery Clift interpreta al padre del psicoanálisis.
La película parte del guion escrito por Jean-Paul Sartre, quien renunció al proyecto y pidió que quitaran su nombre de los créditos cuando vio su guion recortado. Por otro lado, parte de la banda sonora del filme fue reciclada en la película Alien: el octavo pasajero (1979) debido a que la música pertenece al mismo compositor, Jerry Goldsmith.

## Argumento
Este filme pseudo-biográfico, cuenta la vida de Sigmund Freud (Montgomery Clift) desde 1885 a 1890, partiendo en una época en la que la mayoría de sus colegas se habían rendido en sus esfuerzos por curar la histeria, creyendo que esta es una enfermedad falsa, utilizada como pretexto para llamar la atención. Afirmación que será desmentida cuando Freud comience a tratar a sus pacientes con hipnosis exitosamente, pero todo cambiará cuando su mentor, el Dr. Joseph Breuer (Larry Parks) le presente a una mujer (Susan York) con neurosis y pesadillas, que Freud se verá forzado a curar. Tarea que complicará el matrimonio de Breuer, que abandona a su paciente y lo deja a Freud a cargo de la misma, y gracias a ella realiza los primeros grandes descubrimientos del psicoanálisis. 

## Reparto
- Montgomery Clift ... Sigmund Freud
- Susannah York ... Cecily Koertner
- Larry Parks ... Dr. Joseph Breuer
- Susan Kohner ... Martha Freud
- Eileen Herlie ... Frau Ida Koertner
- Fernand Ledoux ... Dr. Charcot
- David McCallum ... Carl von Schlossen
- Rosalie Crutchley ... Frau Freud
- David Kossoff ... Jacob Freud
- Joseph Furst ... Herr Jacob Koertner
- Alexander Mango ... Babinsky
- Leonard Sachs ... Brouhardier
- Eric Portman ... Dr. Theodore Meynert
- John Huston ... Narrador (voz)
- Victor Beaumont ... Dr. Guber
- Allan Cuthbertson ... Wilkie
- Maria Perschy ... Magda
- Moira Redmond ... Nora Wimmer

## Premios y candidaturas
Premios Oscar
| Premio               | Candidato                            | Resultado  |
| -------------------- | ------------------------------------ | ---------- |
| Mejor guion original | Charles Kaufman y Wolfgang Reinhardt | Candidatos |
| Mejor música         | Jerry Goldsmith                      | Candidato  |